# Eclissi solare del 22 giugno 2066
L'eclissi solare del 22 giugno 2066 è un evento astronomico che avrà luogo il suddetto giorno attorno alle ore 19.25 UTC.  L'eclissi, di tipo anulare,sarà visibile in alcune parti del Nord America (Alaska e Canada), dell'Europa (Russia) e dell'Asia.
L'eclissi avrà un'ampiezza massima di 79 chilometri e una durata di 4 minuti e 40 secondi.

## Eclissi correlate

### Eclissi solari 2065 - 2069
Questa eclissi è un membro di una serie semestrale. Un'eclissi in una serie semestrale di eclissi solari si ripete approssimativamente ogni 177 giorni e 4 ore (un semestre) in nodi alternati dell'orbita della Luna.